# Asajirus indicus
Asajirus indicus är en sjöpungsart som först beskrevs av Asajiro Oka 1913.  Asajirus indicus ingår i släktet Asajirus och familjen Hexacrobylidae. Inga underarter finns listade i Catalogue of Life.